# شون فی
شون فی (به انگلیسی: Shon Faye) (زاده ۲۷ مارس ۱۹۸۸) نویسنده، ویراستار، روزنامه‌نگار و مجری انگلیسی است. او به خاطر نظراتش در مورد زنان و مسائل مربوط به سلامت روان شهرت دارد.
او یک زن ترنس است.